# فرودگاه پیکانگیکوم
فرودگاه پیکانگیکوم (به انگلیسی: Pikangikum Airport) یک فرودگاه همگانی با کد یاتا YPM است که یک باند فرود شن دارد و طول باند آن ۱۰۶۹ متر است. این فرودگاه در کشور کانادا قرار دارد و در ارتفاع ۳۴۰ متری از سطح دریا واقع شده است.

## شرکت‌های هواپیمایی و مقصدهای پروازی
| شرکت‌های هواپیمایی  | مقصدهای پروازی                                          |
| ------------------ | ------------------------------------------------------- |
| Perimeter Aviation | دریاچه سندی، سو لوک‌اوت، وینیپگ جیمز آرمسترانگ ریچاردسون |
| واسایا ایرویز      | وینیپگ جیمز آرمسترانگ ریچاردسون (آغاز از ۱۴ اوت ۲۰۱۷)   |